# Ab van Grimbergen

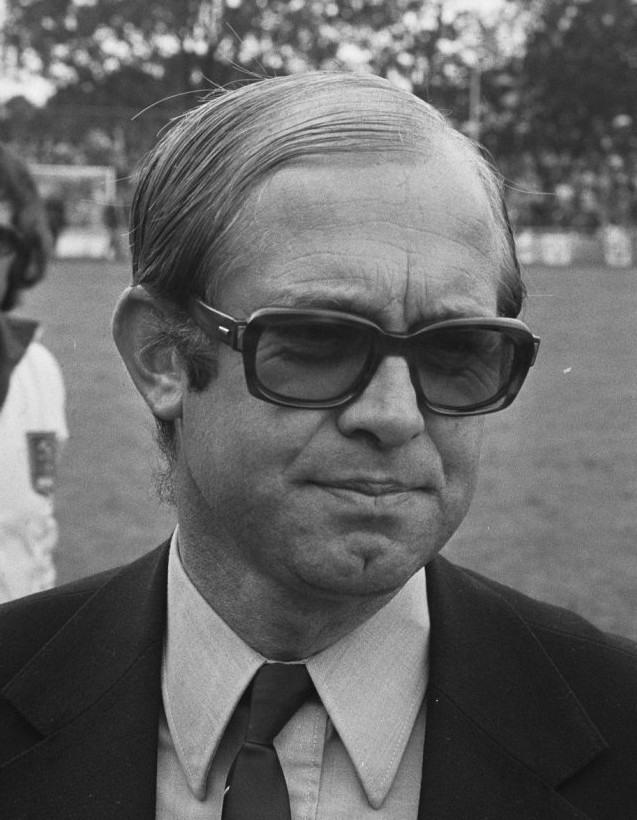
Ab van Grimbergen in 1973

 Albertus Josephus Maria (Ab) van Grimbergen (Eindhoven, 11 mei 1930) is een voormalig Nederlands hockeyer en hockeycoach.
Van Grimbergen hockeyde in de Nederlandse competitie bij de Eindhovense clubs HTCC en EMHC. Hij maakte deel uit van de selectie die in 1956 klaar stond om richting Melbourne te vertrekken voor de Olympische Spelen. Vanwege de onderdrukking door de Sovjet-Unie op de Hongaarse Opstand trok Nederland zich in de aanloop naar de Spelen terug. Na zijn carrière als speler trad Van Grimbergen in 1971 aan als bondscoach van de Nederlandse hockeyploeg. Hij liet de achttienjarige Ties Kruize debuteren in de Nederlandse ploeg. Van Grimbergen stond aan de leiding van de hockeyploeg bij de Spelen van 1972 en het WK in 1973. Bij dat laatste toernooi in Amstelveen werd Nederland wereldkampioen door in de finale India te verslaan na strafballen. 
Ab van Grimbergen heeft een zoon, Maarten van Grimbergen, die onder meer acht keer landskampioen werd met HC Klein Zwitserland en ook international was en een dochter, Miranda van Grimbergen, die onder meer 3 keer landskampioen werd met HGC.
André Bolhuis · 
Jan Willem Buij · 
Marinus Dijkerman · 
Thijs Kaanders · 
Coen Kranenberg · 
Ties Kruize · 
Wouter Leefers · 
Flip van Lidth de Jeude · 
Paul Litjens · 
Irving van Nes · 
Maarten Sikking · 
Frans Spits · 
Nico Spits · 
Bart Taminiau · 
Kik Thole · 
Piet Weemers · 
Jeroen Zweerts ·
Coach: Ab van Grimbergen